# Heideblick

Heideblick  est une commune de Brandebourg (Allemagne), située dans l'arrondissement de Dahme-Forêt-de-Spree.

## Démographie
- Développement de la population dans les limites actuelles. -- Ligne bleue: Population; Ligne pointillé: Comparaison avec le développement de Brandebourg -- Fond gris: Période du régime nazie; Fond rouge: Période du régime communiste
- Évolution recente (ligne bleue) et prévisions sur l'effectif de résidents

| Année | Population |
| ----- | ---------- |
| 1875  | 5 587      |
| 1890  | 5 124      |
| 1910  | 5 262      |
| 1925  | 5 513      |
| 1933  | 5 281      |
| 1939  | 5 258      |
| 1946  | 7 584      |
| 1950  | 7 124      |
| 1964  | 5 505      |
| 1971  | 5 466      |

| Année | Population |
| ----- | ---------- |
| 1981  | 5 015      |
| 1985  | 5 244      |
| 1989  | 5 127      |
| 1990  | 5 068      |
| 1991  | 4 990      |
| 1992  | 4 953      |
| 1993  | 4 924      |
| 1994  | 4 912      |
| 1995  | 4 897      |
| 1996  | 4 848      |

| Année | Population |
| ----- | ---------- |
| 1997  | 4 765      |
| 1998  | 4 779      |
| 1999  | 4 662      |
| 2000  | 4 642      |
| 2001  | 4 612      |
| 2002  | 4 545      |
| 2003  | 4 487      |
| 2004  | 4 401      |
| 2005  | 4 320      |
| 2006  | 4 222      |

| Année | Population |
| ----- | ---------- |
| 2007  | 4 172      |
| 2008  | 4 088      |
| 2009  | 4 059      |
| 2010  | 3 974      |
| 2011  | 3 834      |
| 2012  | 3 747      |
| 2013  | 3 679      |
| 2014  | 3 679      |
| 2015  | 3 666      |
| 2016  | 3 603      |

| Année | Population |
| ----- | ---------- |
| 2017  | 3 563      |
| 2018  | 3 572      |
| 2019  | 3 558      |
| 2020  | 3 543      |

## Personnalités liées à la ville
- Johann Friedrich Gauhe (1681-1755), généalogiste né à Waltersdorf.
- Ernst Hildebrand (1833-1924), peintre né à Falkenberg.
- Kurt Zeitzler (1895-1963), général né à Goßmar.